# Strada statale 68 di Val Cecina
La strada statale 68 di Val Cecina (SS 68), dal 2001 al 2018 strada regionale 68 di Val Cecina (SR 68), è una strada statale italiana di collegamento interprovinciale.

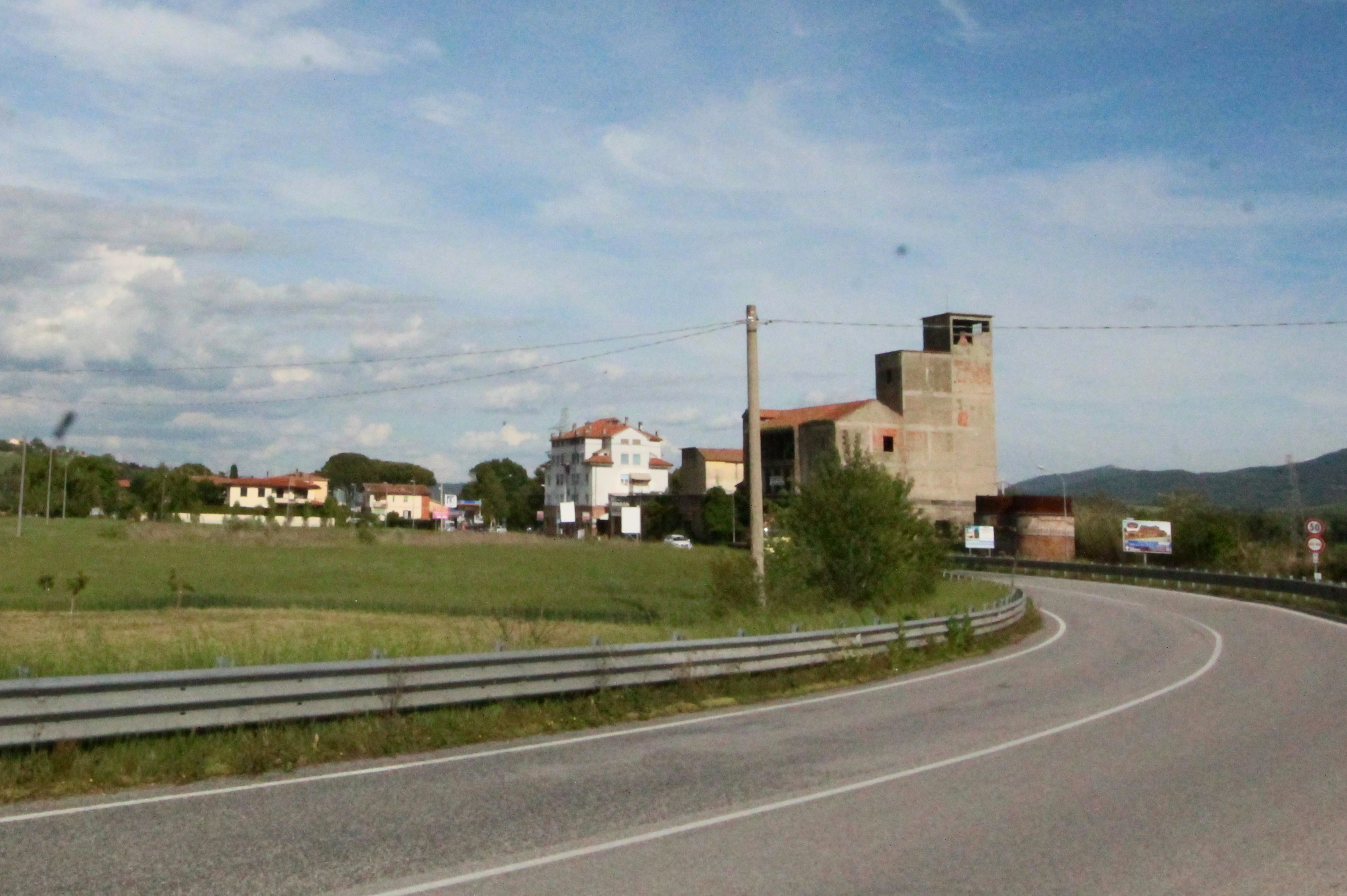
La SS 68 Val Cecina a Casino di Terra

Ha origine a Cecina, nella frazione di San Pietro in Palazzi, dove interseca la strada statale 1 Via Aurelia e percorre la valle omonima, attraversando paesaggi collinari molto suggestivi. Dirigendosi verso est, la strada tocca le località di San Martino, Casino di Terra, Ponteginori, Saline di Volterra, Volterra, Castel San Gimignano, Campiglia dei Foci, Le Grazie, Colle di Val d'Elsa prima di immettersi sulla strada statale 2 Via Cassia, ora strada regionale 2 Via Cassia (SR 2), a sud dell'abitato di Poggibonsi.
In seguito al decreto legislativo n. 112 del 1998, dal 2001, la gestione è passata dall'ANAS alla Regione Toscana, che ha ulteriormente devoluto le competenze alla Provincia di Livorno, alla Provincia di Pisa e alla Provincia di Siena.
Nel 2018 l'intera tratta è stata riclassificata nella rete stradale di importanza nazionale tramite il DPCM del 20 febbraio 2018 è pertanto passato a gestione ANAS, come previsto dal piano Rientro Strade.